# 岩手県特別支援学校一覧
岩手県特別支援学校一覧（いわてけんとくべつしえんがっこういちらん）は、岩手県の特別支援学校の一覧。2009年に、県立の特別支援学校の大再編が実施され、校名変更のみが行われた学校と、教育領域の変更・追加(「併置校」化を含む)、統合・新設が行われた学校などがある。分教室等を除き、県立学校で下記一覧（「廃校になった特別支援学校」に記載されているものを含む）に特記事項なきものは、校名変更にとどまっている。

## 国立特別支援学校

### 盛岡市
- 岩手大学教育学部附属特別支援学校

## 県立特別支援学校

### 盛岡広域振興圏

#### 盛岡市
- 岩手県立盛岡青松支援学校（旧松園養護が旧青山養護を併合の上で改称）…病弱  
  - 岩手県立盛岡青松支援学校もりおかこども分教室…病弱（事実上、上記に隣接するもりおかこども病院の院内学級・訪問教育先扱い）
- 岩手県立盛岡峰南高等支援学校…高等部専門学科のみを設置する、知的障害対象の学校

…旧盛岡高等養護の普通科部門を盛岡みたけ支援（旧みたけ養護）へ分割移管のうえで、新たに開設されたもの
- 岩手県立盛岡聴覚支援学校…聴覚障害（旧一関聾学校の高等部を併合のうえで改称）
- 岩手県立盛岡みたけ支援学校高等部…知的障害（旧盛岡高等養護の普通科部門の移管を受け、旧青山養護跡地に設置。小学部・中学部は、従前からの滝沢村(現・滝沢市)に所在）
- 岩手県立盛岡ひがし支援学校…知的障害
- 岩手県立盛岡視覚支援学校…視覚障害

#### 滝沢市
- 岩手県立盛岡みたけ支援学校小学部・中学部（旧岩手県立みたけ養護学校が改称。現校名に改称された際に新設された高等部は別立地となっており、盛岡市に所在）

#### 紫波郡
- 岩手県立盛岡となん支援学校（旧盛岡養護）…肢体不自由(矢巾町)

### 県南広域振興圏

#### 奥州市
- 岩手県立前沢明峰支援学校

#### 一関市
- 岩手県立一関清明支援学校（本校舎）…聴覚障害・知的障害・病弱の「併置校」（本校舎は、主に知的障害と聴覚障害）
  - 岩手県立一関清明支援学校山目校舎…主に病弱
  - 岩手県立一関清明支援学校千厩分教室小学部…知的障害
  - 岩手県立一関清明支援学校千厩分教室中学部…知的障害

#### 花巻市
- 岩手県立花巻清風支援学校

#### 北上市
- 岩手県立花巻清風支援学校北上分教室

#### 遠野市
- 岩手県立花巻清風支援学校遠野分教室

### 沿岸広域振興圏

#### 釜石市
- 岩手県立釜石祥雲支援学校…知的障害・病弱の「併置校」
  - 岩手県立釜石祥雲支援学校しゃくなげ分教室…国立病院機構釜石病院に併設された、院内学級・訪問指導先扱い。

#### 宮古市
- 岩手県立宮古恵風支援学校

#### 大船渡市
- 岩手県立気仙光陵支援学校

### 県北広域振興圏

#### 久慈市
- 岩手県立久慈拓陽支援学校

#### 二戸市
- 岩手県立盛岡みたけ支援学校二戸分教室小学部（石切所小学校内）
- 岩手県立盛岡みたけ支援学校二戸分教室中学部（2013年開設、福岡中学校内）
- 岩手県立盛岡みたけ支援学校二戸分教室高等部（2016年開設、県立福岡工業高校内）

　　いずれも、二戸分教室という形で学部が違うだけである。なお、分教室高等部は県内では唯一の設置である。

#### 二戸郡
- 岩手県立盛岡みたけ支援学校奥中山校（一戸町）

## 私立特別支援学校

### 二戸郡
- 三愛学舎養護学校（一戸町）

## 廃校になった特別支援学校

### 県立特別支援学校

#### 盛岡広域振興圏

##### 盛岡市
- 岩手県立青山養護学校（もりおかこども病院に併設されていた岩手県立松園養護学校に統合され、松園養護の校名が岩手県立盛岡青松支援学校となった。本校は国立病院機構盛岡病院に併設されていた。跡地は、盛岡みたけ支援学校に新設された高等部の校舎として使われている）
- 岩手県立盛岡高等養護学校（普通科部門を岩手県立盛岡みたけ支援学校に移管(上述の通り、旧青山養護学校跡地に新規に設置)し、残る専門学科部分を、新設された岩手県立盛岡峰南高等支援学校へ移管）
- 岩手県立盛岡となん支援学校分教室（平成30年4月1日より本校と統合）

#### 県南広域振興圏

##### 一関市
- 岩手県立一関養護学校・岩手県立一関聾学校（それぞれ、病弱と聴覚障害を教育領域としていた両校が統合し、知的障害を教育領域に加える形で、新たに岩手県立一関清明支援学校が開設された。なお、旧一関聾学校の高等部は、岩手県立盛岡聴覚支援学校へ移管され、新設校での聴覚障害領域は中学部までとなっている。旧一関養護は、国立病院機構岩手病院に併設されており、統合校の山目校舎として使われている。本校舎は、旧両校とは別立地となっている）

### 市町村立特別支援学校

#### 沿岸広域振興圏

##### 宮古市
- 宮古市立はまゆり養護学校（2000年に、岩手県へ移管する形で閉校。これに伴い、跡地には同年に岩手県立宮古養護学校〈現：岩手県立宮古恵風支援学校〉が開校）